# Under the Bridge
Under the Bridge е сингъл на американската фънк рок група Ред Хот Чили Пепърс. Това е единадесетата песен от супер успешния Blood Sugar Sex Magik и един от най-големите хитове на групата.
Автор на текста към песента е Антъни Кийдис и основна тема в нея е чувството на самота и безднадеждност, породени от злоупотребата му с наркотици. След като остава чист цели три години, той се чувства дистанциран от приятелите си в групата. Когато работят по новия си албум Фрушанте и Флий често пушат марихуана заедно, игнорирайки напълно Кийдис. Така той написва текста на връщане от репетиция под влияние на чувството, че е загубил най-добрите си приятели и тежките спомени от наркоманските си периоди. Първоначално Кийдис не смята, че песента би могла да се включи успешно в репертоара на групата, но продуцентът Рик Рубин настоява той да я покаже на останалите членове, които впоследствие я харесват.
Песента придобива голям успех и се изкачва до номер 2 в класацията Billboard Hot 100, а по-късно придобива и платинен статут. Under the Bridge помага на групата да придобие истинска слава и самите те да се превърнат в истински рок звезди.
Заради този голям успех китаристът Джон Фрушанте се оттегля от групата, защото желае тя да остане ъндърграунд.

## Класации
| Класация                        | Място   |
| ------------------------------- | ------- |
| U.S. Billboard Hot 100          | 2       |
| Hot Modern Rock Tracks          | 2       |
| U.S. Hot Mainstream Rock Tracks | 6       |
| UK Top 40 (1992/1994)           | 26 / 13 |
| Australian Top 40               | 1       |
| Ireland Top 40                  | 20      |
| Norway Top 20                   | 10      |

## Версия на Ол Сейнтс
Under the Bridge е третият сингъл на британската поп група Ол Сейнтс, издаден на 27 април 1998 година. Двете песни са вторите им поред номер 1 хитове в Англия. Във Великобритания сингълът е с общи продажби от 429 хиляди копия.

### Списък

#### CD 1
1. „Under the Bridge“ – 5.03
2. „Lady Marmalade“ – 4.04
3. „No More Lies“ – 4.08
4. „Lady Marmalade“ (Henry & Haynes La Jam mix) – 9.23
5. „Under the Bridge“ (промо видео) – 5.00

1. „Lady Marmalade“ (Mark!'s Miami Madness mix) – 7.56
2. „Lady Marmalade“ (Sharp South Park вокален remix) – 8.10
3. „Under the Bridge“ (Ignorance remix с Жан Пол) – 4.55
4. „Get Bizzy“ – 3.45

#### CD макси сингъл
1. „Lady Marmalade“ ('98 mix) – 4:03
2. „Lady Marmalade“ (Mark!'s Miami Madness mix) – 7.56
3. „Lady Marmalade“ (Sharp South Park вокален remix) – 8.10
4. „Lady Marmalade“ (Henry & Haynes La Jam mix) – 6.48